# Drapeau berbère
Le drapeau berbère, aussi appelé le drapeau amazigh, est un drapeau culturel et identitaire proposé pour les peuples berbères.  Il a été créé par un Kabyle, Youcef Medkour.

## Histoire
C'est dans les années 1970 que l'Académie berbère présente le premier drapeau berbère. En 1997, le Congrès mondial amazigh officialise le drapeau à Tafira (Las Palmas de Gran Canaria), dans les îles Canaries, peuplées autrefois par les Guanches, ancien peuple berbère.
Le drapeau arbore les couleurs panberbères, il est composé de trois bandes horizontales de même largeur (bleu, vert, et jaune), et au centre, en rouge, de la lettre Yaz, 30e lettre de l'alphabet berbère (ⵣ), qui symbolise « l'Homme libre ».
Durant le mouvement du Hirak en 2019, le drapeau amazigh a été interdit par les autorités algériennes, lors des manifestations en Algérie.

## Description
Le drapeau berbère est représenté par le symbole berbère au centre en rouge sur un fond a trois couleurs horizontales. Le "ⵣ" est une lettre de l'alphabet tifinagh, l'équivalent du "Z" en alphabet latin.
Les trois couleurs de haut en bas peuvent être lues comme une carte du Tamazgha, le bleu représentant la mer, le vert les montagnes, et le jaune le Sahara (appelé Tiniri/ⵜⵉⵏⵉⵔⵉ en langues berbère).